# Próculo (procônsul da África)
Próculo (em latim: Proculus) foi um oficial romano do século III, ativo no reinado dos imperadores Constantino (r. 306–337) e Licínio (r. 308–324). Era irmão ou cunhado de Arádio Rufino, cônsul em 310, e talvez tio de Lúcio Arádio Valério Próculo. Em 319, segundo várias leis dos Códigos de Teodósio e Justiniano, era procônsul da África.